# Uljana Nigmatullina
Uljana Nikołajewna Nigmatullina z domu Kajszewa (ros. Ульяна Николаевна Нигматуллина (Кайшева); ur. 8 marca 1994 w Możdze) – rosyjska biathlonistka, brązowa medalistka olimpijska (2022), czterokrotna mistrzyni świata juniorów młodszych, mistrzyni Europy juniorów.
W czerwcu 2021 roku poślubiła Ilszata Nigmatullina i przyjęła jego nazwisko.

## Osiągnięcia

### Zimowe igrzyska olimpijskie
| Rok  | Miejscowość | Konkurencje | Konkurencje | Konkurencje | Konkurencje | Konkurencje | Konkurencje | Konkurencje |
| Rok  | Miejscowość | IN          | SP          | PU          | MS          | RL          | MR          | SR          |
| ---- | ----------- | ----------- | ----------- | ----------- | ----------- | ----------- | ----------- | ----------- |
| 2018 | Pjongczang  | 24.         | 33.         | 52.         | –           | –           | 9.          | nd.         |
| 2022 | Pekin       | 78.         | 13.         | 11.         | 17.         | 2.          | 3.          | nd.         |

### Mistrzostwa świata
| Rok  | Miejscowość | Konkurencje | Konkurencje | Konkurencje | Konkurencje | Konkurencje | Konkurencje | Konkurencje |
| Rok  | Miejscowość | IN          | SP          | PU          | MS          | RL          | MR          | SR          |
| ---- | ----------- | ----------- | ----------- | ----------- | ----------- | ----------- | ----------- | ----------- |
| 2019 | Östersund   | 60.         | –           | –           | –           | 5.          | –           | –           |
| 2020 | Anterselva  | –           | –           | –           | –           | –           | –           | –           |
| 2021 | Pokljuka    | 24.         | 36.         | 29.         | –           | 11.         | 9.          | –           |

### Mistrzostwa świata juniorów

#### Junior młodszy
| Rok  | Miejscowość  | Konkurencje | Konkurencje | Konkurencje | Konkurencje | Konkurencje | Konkurencje | Konkurencje |
| Rok  | Miejscowość  | IN          | SP          | PU          | MS          | RL          | MR          | SR          |
| ---- | ------------ | ----------- | ----------- | ----------- | ----------- | ----------- | ----------- | ----------- |
| 2013 | Obertilliach | 1.          | 1.          | 1.          | nd.         | 1.          | nd.         | nd.         |

### Mistrzostwa Europy juniorów
| Rok  | Miejscowość          | Konkurencje | Konkurencje | Konkurencje | Konkurencje | Konkurencje | Konkurencje | Konkurencje |
| Rok  | Miejscowość          | IN          | SP          | PU          | MS          | RL          | MR          | SR          |
| ---- | -------------------- | ----------- | ----------- | ----------- | ----------- | ----------- | ----------- | ----------- |
| 2013 | Bansko               | nd.         | 1.          | 10.         | nd.         | nd.         | nd.         | nd.         |
| 2014 | Nové Město na Moravě | 27.         | 3.          | 2.          | nd.         | nd.         | 2.          | nd.         |

### Puchar Świata

#### Miejsca w klasyfikacji generalnej
| Sezon     | Miejsce |
| --------- | ------- |
| 2016/2017 | 73.     |
| 2017/2018 | 48.     |
| 2018/2019 | 56.     |
| 2019/2020 | -       |
| 2020/2021 | 20.     |
| 2021/2022 | 25.     |